# ماي مارش
ماي مارش (بالإنجليزية: Mae Marsh)‏ هي ممثلة أمريكية، ولدت في 9 نوفمبر 1894 بالولايات المتحدة، وتوفيت في 13 فبراير 1968 بهيرموسا بيتش في الولايات المتحدة بسبب نوبة قلبية.
بدأت مشوارها المهني سنة 1910.

## أعمال

### أفلام
- (1915) ولادة أمة
- (1940) عناقيد الغضب
- (1941) كم كان واديي مخضرا
- (1943) أنشودة بيرناديت
- (1945) اتركها للجنة
- (1945) شجرة تنمو في بروكلين
- (1950) رسالة لثلاث زوجات
- (1952) الرجل الهادئ
- (1953) الرداء
- (1953) تيتانيك
- (1955) رجل طويل
- (1956) الباحثون
- (1958) الهتاف الأخير
- (1964) خريف قبيلة شايان

## وصلات خارجية
- ماي مارش على موقع IMDb (الإنجليزية)
- ماي مارش على موقع ألو سيني (الفرنسية)
- ماي مارش على موقع تيرنر كلاسيك موفيز (الإنجليزية)
- ماي مارش على موقع أول موفي (الإنجليزية)
- ماي مارش على موقع قاعدة بيانات الأفلام السويدية (السويدية)
- ماي مارش على موقع إن إن دي بي (الإنجليزية)
- ماي مارش على موقع قاعدة بيانات الفيلم (الإنجليزية)
- ماي مارش على موقع كينوبويسك (الروسية)